# José Francisco Rivas
José Francisco Rivas Cid (Talavera de la Reina, 28 de septiembre de 1953) es un político español, que fue alcalde del municipio toledano de Talavera de la Reina durante tres legislaturas consecutivas (1999-2011) y presidente de la Federación de Municipios y Provincias de Castilla-La Mancha (2005-2011). 

## Biografía

### Primeros años
Nació en Talavera de la Reina en 1953. Está casado y es padre de cuatro hijos. Su labor profesional se desarrolló en la enseñanza, y su último destino antes de ocupar un cargo público fue el Instituto de Educación Secundaria Juan Antonio Castro, del que llegó a ser director.
Su carrera política la empezó como independiente ocupando el puesto de delegado de la Junta de Comunidades en Talavera de la Reina, al que llegó en abril de 1996. Ocupó este puesto hasta 1999. 

### Alcalde de Talavera de la Reina
Tras ganar las primarias concurrió a las elecciones municipales como cabeza de la candidatura de PSOE-Progresistas. Con el PSOE anteriormente en la oposición, la candidatura venció las elecciones con mayoría absoluta, derrotando a la del entonces alcalde, del Partido Popular, Florentino Carriches, y dejando fuera del consistorio a Izquierda Unida y a Acción por la Comarca de Talavera, el partido liderado por el exalcalde socialista Pablo Tello. En 2003 promovió el nombramiento de Gwyneth Paltrow como hija adoptiva de Talavera, por ser una "excelente embajadora" de la ciudad.
Revalidó la mayoría absoluta, aumentando el número de concejales, en las municipales de 2003 (en las que consiguió el mayor número de votos obtenido nunca por un candidato a alcalde) y de 2007 (aunque perdió un concejal), hasta su derrota en 2011 ante Gonzalo Lago, del Partido Popular, que se alzó con la mayoría absoluta, revirtiendo los resultados de las elecciones anteriores. Rivas Cid permaneció en el consistorio como concejal, pero sin ocupar ningún cargo en la dirección del grupo municipal socialista.
Fue elegido presidente de la Federación de Municipios y Provincias de Castilla-La Mancha en 2005, tras la dimisión del anterior presidente, el alcalde socialista de Puertollano, Casimiro Sánchez Calderón). En 2007 fue reelegido en una asamblea no exenta de polémica, porque por primera vez en la historia del organismo, se presentaban dos listas alternativas. Permaneció al frente de la Federación hasta 2011.
Rivas se ha manifestado en repetidas ocasiones en contra del trasvase del río Tajo al Segura. En 2009 encabezó la manifestación que reunió en Talavera a entre 30 000 y 50 000 personas oponiéndose al trasvase. Durante la campaña electoral de 2011, abogó por una reforma del estatuto de autonomía que diese mayor rango a la comarca de Talavera.
Desde julio de 2011 es miembro del consejo de administración del Ente Público Radio Televisión de Castilla-La Mancha.